# Comuna Marița, Plovdiv
Marița (în bulgară Марица) este o comună în regiunea Plovdiv, Bulgaria, formată din 19 sate. 

## Localități componente

### Sate
| - Benkovski - Dink - Graf Ignatievo - Iasno Pole - Jeleazno - Kalekoveț - Kostievo | - Krislovo - Manole - Manolsko Konare - Radinovo - Rogoș - Skutare | - Stroevo - Trilistnik - Trud - Voisil - Voivodinovo - Țarațovo |

## Demografie
Componența etnică a comunei Marița
     Turci (2,76%)
     Nicio identificare (12,22%)
     Romi (6,09%)
     Bulgari (78,73%)
     Altele (0,17%)
La recensământul din 2011, populația comunei Marița era de 32.438 locuitori. Din punct de vedere etnic, majoritatea locuitorilor (78,73%) erau bulgari, existând și minorități de romi (6,09%) și turci (2,76%). Pentru 12,22% din locuitori nu este cunoscută apartenența etnică.